# 川井氏
川井氏（かわいし）は日本の武家のひとつ。複数の系統が存在する。
1. 藤原北家流 - 勧修寺家傍系上杉氏の庶流。
2. 藤原南家流 - 今川氏の家臣にあり。
3. 藤原北家流 - 佐竹氏重臣（後述)。
4. 藤原北家利仁流
5. 度会氏流
6. 壬生氏流 - 山城国北野天神社社家。
7. 河内源氏流 - 吉見氏の庶家。
8. 中原氏十市氏流 - 十市城主民部太夫遠武の次男治良太夫遠正が大和国広瀬郡河合の廣瀬大社の社司樋口太夫正之の婿養子となり8,000余石を領して河合城を築き、川井民部少輔中原遠正と称したのが始まり。後に今西氏と改める。

## 佐竹家臣 川井氏
常陸国の戦国大名・佐竹氏の家臣に川井氏がある。河合とも。本姓は藤原氏。家系は那珂氏族江戸氏の別れであるという。同族に川野辺氏等がいる。佐竹家臣の久慈郡西東衆に川井甲斐守の名がある。河合村にあり、河合城主を務めるとも。また、同じく佐竹家中別系として源姓佐竹氏の一門たる川井氏の血筋も見られ、前沢筑後守良胤の室に佐竹一門の川井伊賀守の息女・美根が嫁いでいる。
家紋は丸に平井筒、丸に木瓜が藤原南家流。秀郷流河合氏が丸に木瓜、丸に蔦を用いるという。
佐竹氏家老を務めた川井伊勢守忠遠を輩出したが、忠遠は新参の重臣・渋江内膳政光を暗殺しようとした嫌疑で慶長8年（1603年）に主君佐竹義宣により粛清されたため、家系から抹消されており伝も少ない。
```
系譜 ---川井甲斐守忠宗 - 川井駿河守忠連 - 川井河内守忠重 - 川井河内守光忠 - 川井玄蕃忠泰 - 川井玄蕃信忠
 - 川井右馬介忠連 - 川井大学忠真 - 川井河内忠種 - 川井若狭忠重
```

以下、前項の同族で忠泰の三男 忠実の家系。
```
系譜 川井玄蕃忠泰 - 川井文八忠実 - 川井弾四郎忠時 - 川井肥前忠教 - 川井肥前行基 - 川井近江忠重 -
 - 川井多治衛門忠勝 - 川井勘右衛門忠宗 - 川井弾之允忠珎
```

また、秋田県公文書館編『系図目録I』にも関連資料が掲載されている。

### 姻戚関係
同じく佐竹氏の家臣で常陸守護代の小野崎三河守通茂の正室は川井肥前守忠次であるといい、次男の丹後守朝隆は同族川野辺氏の養子となっている。
また、佐竹東家家臣の安島氏系図では、川井文左衛門忠正の女が佐竹東家の家臣・安島吉兵衛信忠に嫁ぐとある。